# Bilan économique de la colonisation en Afrique
 (février 2025).
 (février 2018).
Le bilan économique de la colonisation en Afrique étudie les conséquences économiques de la colonisation du continent, qui s'étend de la fin du XIXe siècle à la deuxième moitié du XXe siècle. En l'espace d'une trentaine d'années de 1880 à 1914, le continent africain connaît des changements rapides et importants, consécutifs à la conquête de son territoire. La stabilisation des colonies se poursuit ensuite.
L’impact de la colonisation en Afrique est un sujet très controversé ; l'idée même qu'on puisse en tirer un bilan est elle-même sujette à débat. Quoiqu'il soit difficile d'imputer toutes les évolutions intervenues pendant cette période à la colonisation, l'Afrique est indéniablement transformée et ses organisation altérées par ce phénomène aussi bien dans sa structure économique via notamment l'introduction du capitalisme au sein de sociétés jusque là éloignées de ce phénomène (notamment l'Afrique Subsaharienne ou les sociétés paysannes d'Afrique du Nord), que via des politiques de spoliation de biens pour des raisons raciales ou religieuses).
La colonisation de l'Afrique, qui s'est déroulée principalement entre la fin du XIXe siècle et le milieu du XXe siècle, a profondément transformé les structures économiques du continent. L'une des premières conséquences a été l'affaiblissement démographique lié à la traite négrière, qui a réduit la population et perturbé les dynamiques économiques locales. Avec l'arrivée des puissances coloniales, l'exploitation des ressources naturelles s'est intensifiée, mais ces richesses ont surtout bénéficié aux métropoles européennes. L'aménagement d'infrastructures telles que les routes, les chemins de fer et les ports visait essentiellement à faciliter l'exportation des matières premières et non à encourager un développement local autonome.
L'éducation a également connu des évolutions, avec la création d'écoles destinées à former une main-d'œuvre qualifiée pour répondre aux besoins de l'administration coloniale et des entreprises européennes. En parallèle, les villes ont connu une croissance rapide sous l'effet de l'urbanisation, bien que cette transformation ait souvent été accompagnée de politiques de contrôle strictes visant à maintenir l'ordre colonial.
Les guerres mondiales ont accéléré certains changements, en obligeant les puissances coloniales à s'appuyer davantage sur les ressources humaines et matérielles du continent. Cette mobilisation a renforcé la prise de conscience des populations africaines quant aux inégalités du système colonial, favorisant l'émergence de mouvements indépendantistes. Toutefois, à l’issue de la colonisation, les économies africaines sont restées largement dépendantes des anciennes métropoles, avec des structures économiques souvent fragiles et tournées vers l’exportation de matières premières, limitant leur diversification et leur autonomie.

## Les conséquences de la colonisation

### Historique
L’estimation de la population africaine avant 1950 est un problème complexe en raison de l’absence de données fiables pendant la période coloniale et, plus encore, pendant la période précoloniale. Tous les chiffres avant 1950 sont des estimations basées sur des données plus ou moins lacunaires et sur des projections.
Il a longtemps été pensé que la densité de population africaine avant 1850 était faible comparativement aux autres continents et avait augmenté rapidement à partir du début de la colonisation au milieu du XIXe siècle. Certains chercheurs pensent aujourd'hui au contraire que la population était assez importante et que son taux de croissance était faible. De 140 millions d’individus en 1850 la population aurait peu varié jusqu’en 1920 puis elle aurait augmenté plus rapidement pour atteindre 280 millions en 1960 soit l'époque des différentes vagues de décolonisation (Tunisie et Maroc en 1956 qui se voient accordés leurs indépendances, le Ghana en 1957, la Guinée en 1958, le Cameroun en 1961, en 1960 : le Sénégal, Le Mali, Madagascar, le Bénin, Le Niger, La Côte d'Ivoire, le Tchad, la République Centrafricaine, la République de Congo, le Gabon et la Mauritanie en 1960 ainsi l'Algérie en 1962 à la suite de la guerre d'indépendance algérienne), et 800 millions en 2000.

#### Esclavage et diminution de la population
L'impact de l'esclavage en Afrique jusqu'en 1850 a été différent suivant les régions. Selon Patrick Manning, la croissance de la population africaine s'est globalement ralentie et dans les régions les plus touchées l'esclavage a entraîné le déclin de sous-populations,. Toujours selon Patrick Manning, les taux de croissance relativement faibles au XIXe siècle et les estimations plus élevées de la taille de la population africaine à la période précoloniale impliquent que l'impact négatif de l'esclavage sur ces populations a été moins sévère que précédemment estimé. La nature des populations victimes de l'esclavage souvent jeune et majoritairement des femmes permet d'expliquer l'impact sur la croissance des populations.
La fin du commerce des esclaves coïncide avec la conquête coloniale. Il est estimé que les régimes coloniaux, en particulier français et belge, ont provoqué des déclins de population, en grande partie à cause de la propagation de maladies, en particulier par les fonctionnaires coloniaux africains et européens. « Entre 1880 et 1920 se produit une véritable récession démographique au plus fort de la colonisation », « les deux ou trois premières décennies de l’ère coloniale (1880-1910 environ) […] provoquèrent […] une forte diminution de la population. »

#### Appropriation et exploitation des ressources vectrices d'une très relative augmentation de l'espérance de vie dans certains territoires.
Dans certaines régions, comme les régions côtières, l'augmentation de la productivité a entraîné une augmentation de la croissance de la population. Lors de la période coloniale, les Africains ont connu des changements dramatiques de leurs conditions de vie, des taux de croissance accélérés, de brusques changements dans les modèles de migration et les débuts spectaculaire de l'urbanisation.
L'espérance de vie, bien que faible par rapport à celle des autres régions et changeant peut-être avec un certain retard, s'est néanmoins allongée de façon impressionnante. Entre 20 et 25 ans au début du XIXe siècle, l'espérance de vie à la naissance était passée à 35 ans en 1950. Le régime colonial contribue cependant à réduire le taux de mortalité en important et appliquant des techniques modernes de lutte contre les épidémies, mais aussi en fondant un réseau de transports moderne qui permet d’acheminer les vivres jusqu’au zones de famine.

##### Des infrastructures construites par les autochtones pour les colons
Les infrastructures  présentes sur les différents territoires africains sont quasi systématiquement issues du travail des autochtones mais toutefois, souvent réservés au européens "blancs" : « au cours des années 1930, on comptait au Nigéria 12 hôpitaux réservés à 4 000 Européens, tandis que les 40 millions d’Africains ne disposaient que de 52 établissements hospitaliers » alors même que ces infrastructures étaient issues de l'esclavage ou du travail forcé prévu par la France dans le Code de l'Indigénat des populations autochtones.Ces infrastructures permettent une exploitation des territoires occupés par les colons dans le but de dégager un profit considérable pour les populations européennes ou la métropole. L'historienne Christelle Taraud, synthétise ce phénomène de profit occidental et européen au détriment des populations autochtones via l'exemple du train ainsi : 
« Métaphore d’une « société nouvelle » qui allie donc modernité et rentabilité – tout comme l’impôt était censé être « moralisateur », le train semblait devoir incarner à lui seul les progrès de la civilisation – le chemin de fer colonial, comme la route dans une certaine mesure, est pourtant simultanément l’un des symboles les plus abrupts de la violence coloniale. Derrière les réalisations, on trouve en effet une armée de bras qui travaillent pour des salaires de misère, quand ils ne sont pas purement et simplement réquisitionnés, comme le permet le système de l’indigénat, dans le cadre du travail forcé. L’exemple le plus connu de ce type de dérive concerne la construction du chemin de fer Congo-Océan reliant, sur 510 kilomètres de voies, le port de Pointe-Noire à la capitale de l’AEF et du Congo français, Brazzaville. Construite entre 1921 et 1934 par des Africains soumis au travail forcé, cette ligne de chemin de fer causera la mort de plusieurs milliers d’entre eux (entre 15 000 et 30 000 selon les différentes estimations). »

##### Infrastructures éducatives
L'accès à la scolarisation en Afrique est très restreinte et inégalitaire : vers 1960, on compte deux millions d'enfants scolarisés en Afrique subsaharienne française et à Madagascar. Dans la seule Afrique subsaharienne, 16 000 écoles primaires et 350 établissements secondaires, collèges et lycées, fonctionnaient. 96 % des instituteurs étaient africains au moment de l'indépendance.
Cependant, la quantité des infrastructures éducatives ne renseigne pas sur leur qualité. D'après Denis Cogneau, les colonies britanniques affichaient une performance éducative supérieure aux autres colonies, dans le primaire et le secondaire. Le système français, malgré (ou de par) sa gratuité, ne permettait qu'à une élite de passer au secondaire. Le système britannique était basé sur un partenariat entre les missionnaires et le gouvernement, alors que les Belges et les Portugais comptaient seulement sur les missionnaires.
Le niveau de formation des ressources humaines joue dans la spécialisation économique africaine. En matière d'économie d'extraction, des ressources abondantes et une main-d'œuvre relativement peu qualifiée poussent à exporter des matériaux bruts ; c'est le cas aussi pour l'agriculture,.

##### Urbanisation et gestion coloniale policière.
La présence coloniale et la colonisation amorce également l'urbanisation de la population autour de centres de commerces, ce qui permet de gérer une population plus nombreuse et de mieux les surveiller.
La population africaine en 1880 est estimée à 120 millions. Jusqu'en 1935, la progression démographique est estimée à 37,5 %, pour aboutir à une population de 165 millions de personnes[réf. souhaitée].
En 1935, l’Afrique est sur le point de franchir le cap de l’accroissement démographique rapide. La population globale passe à 200 millions à la fin des années 1940 ; ce chiffre atteint 300 millions vers le milieu des années 1960, puis 400 millions au milieu des années 1970. La colonisation semble avoir joué le rôle de catalyseur.
L'incidence économique tient au fait que, selon certains auteurs, une des principales raisons du sous-développement de l’Afrique serait l’explosion démographique, générée, à l'origine, par l’arrivée de la médecine occidentale[réf. souhaitée]. Même si l’Afrique connaît une chute de la mortalité infantile dès l'époque coloniale, au début du XXIe siècle, elle n’a pas encore assuré sa transition démographique, : « L'Afrique est un continent qui n'a pas encore véritablement entamé la dernière partie de sa transition démographique : la baisse de la fécondité - le nombre d'enfants par femme - n'a pas encore eu lieu. » et sa croissance démographique est la plus élevée de la planète.
Cela n’est cependant qu'une forme de rattrapage puisqu'en 2050 la population du continent retrouvera la proportion, environ un cinquième du total mondial qu'elle représentait au XVIe siècle avant les traumatismes démographiques de la traite négrière et de la colonisation,.

### Les guerres mondiales
Les deux guerres mondiales ont des effets démographiques et sociaux importants sur le continent africain. Lors de la Première Guerre mondiale, plus d’un million de soldats africains participent aux campagnes ou aux opérations militaires en Europe ; tous les pays africains sont impliqués. Des affrontements interviennent aussi sur le sol africain. Si l'Afrique dispose de peu de soldats de formation au début des hostilités, commence alors ce que le gouverneur français Angoulvant appelle une « véritable chasse à l’homme », aussi qualifiée de nouvelle traite des Noirs.
Nombreux sont les hommes, femmes et enfants, recrutés, souvent de force, pour servir de porteurs et suppléer aux moyens dont disposent traditionnellement l’intendance pour ravitailler les armées, comme la route, le rail ou les animaux de charge. Plus de 150 000 soldats et porteurs perdent la vie au cours du premier conflit. Le nombre des blessés et mutilés est encore plus élevé. Le rapatriement des soldats est accompagné, en 1918-1919, par une épidémie de grippe qui touche tout le continent.
La guerre ouvre de nouveaux horizons à de nombreux Africains, en particulier aux membres de l’élite cultivée. Pour M. Perham, il est « difficile de surestimer l’effet produit sur les Africains, qui avaient été dans une grande mesure enfermés dans une relation bilatérale avec leurs maîtres européens, par le spectacle du dehors et la constatation qu’ils faisaient partie d’un continent et d’un monde. » Dans nombre de régions d’Afrique, la guerre favorise sinon toujours l’éveil d’un mouvement nationaliste, du moins le développement d’une attitude plus critique de l’élite cultivée à l’égard du pouvoir colonial, et donc le développement d'une élite qui sera plus tard appelée à gouverner.

#### Nouvelles structures administratives
Les systèmes de gouvernement indigènes sont affaiblis par la colonisation, au profit de systèmes imposés artificiellement aux populations locales, déstructurant l'organisation sociale antérieure : « la notion de frontière dûment bornée [est] culturellement étrangère [à l'Afrique subsaharienne] », notamment dans les sociétés à « pouvoir diffus » qui présentent un mode d'organisation sociale où le gouvernement n'est pas centralisé mais partagé, où la terre n'est pas un bien que l'on possède et pour lesquelles l'État-nation à l'occidental est un concept importé.
L'effet économique est que cela déstabilise aussi le système productif, ce qui conduit à la pauvreté, à la sous-alimentation, aux famines et aux épidémies.
Presque tous les États africains dans leurs frontières actuelles sont ainsi proclamés après des conquêtes, ainsi qu’après la déposition ou l’exil des dirigeants indigènes. Ces frontières, établies pendant la période coloniale, sont peu modifiées après les indépendances,, l'OUA, créée en 1963, les déclarant, dès ce moment, intangibles. Il est possible de dire que ce découpage des frontières issu de la colonisation est un facteur d'instabilité institutionnelle interne pour nombre de pays africains, notamment ceux où cohabitent différentes ethnies, dans des pays où l'administration coloniale s'appuyait sur (et favorisait) certaines ethnies pour gouverner.

##### Infrastructures de transport et communication
« Pour les Africains, les premières manifestations de l’économie nouvelle se présentèrent sous forme de routes, de chemins de fer et de lignes télégraphiques. La construction de réseaux de transport et de communication préludait à la conquête : ils constituaient les moyens logistiques permettant de nouvelles agressions à partir des bases formées par les zones occupées. […] Toutefois, rares étaient les routes et les chemins de fer dont l'intérêt était exclusivement militaire ; les voies ferrées qui facilitaient la conquête servaient aussi à l'exploitation des arachides, du coton, etc. »
Soulignant l'importance des infrastructures nécessaires au commerce, Henry Morton Stanley affirme que, « sans le chemin de fer, le Congo ne vaut pas un penny, »
Néanmoins, Adam Hochschild précise dans sont ouvrage controversé Les Fantômes du roi Léopold au sujet d’Henry Morton Stanley. « Pour ceux qui avaient la malchance de se trouver sur son chemin, l'expédition ressemblait à une armée d'invasion, car elle retenait parfois en otages femmes et enfants jusqu'à ce que les chefs locaux lui fournissent des vivres (…) [Un des officiers de Stanley écrit dans son journal] : « Stanley donna l'ordre de brûler tous les villages à la ronde ». Un autre encore décrivit un massacre avec autant de décontraction que s'il s'agissait d'une chasse : « C'était très intéressant de rester tapi dans la brousse à regarder les indigènes vaquer tranquillement à leur labeur quotidien. Certaines femmes […] fabriquaient de la farine de banane en pilant des bananes séchées. Nous pouvions voir des hommes construire des huttes et accomplir d'autres tâches, des garçons et des filles courir et chanter. […] J'ouvris la chasse en visant un type en pleine poitrine. Il tomba comme une pierre. […] Immédiatement, une salve balaya le village. »

Par ailleurs, Henry Morton Stanley ne précise pas que le chemin de fer au Congo avait été construit par les populations autochtones qui fournissaient la main d’œuvre souvent au péril de leurs vies : 
« Les routes, les ports, les voies ferrées, par absence de matériel (on limitait au minimum l'achat de machines), ont été construits à la main par des hommes et des femmes. Celles-ci passaient des semaines et des mois à damer les routes comme le plancher de leur case. Le chemin de fer Congo-Océan et celui de Thiès-Kayes sont d'ailleurs jalonnés de cimetières. À défaut de prestataires, parfois en fuite, on mettait la main sur leurs femmes et leurs enfants, qui, en Afrique équatoriale, étaient entassés comme otages dans des camps de la mort, car les otages n'étaient pas nourris. »
Ainsi le chemin de fer Congo-Océan  lui seul couta la vie de 17 000 ouvriers-esclaves dont 1500 "engagés volontaires" raflés au Tchad.[réf. nécessaire]
« Au Tchad,[André Gide] assiste également aux rafles d’«engagés volontaires» pour le chantier : 1 500 hommes, encadrés par des miliciens, en route vers les camps de travail. «Le chemin de fer Brazzaville-Océan, écrit-il encore dans Voyage au Congo, le journal qu’il publie à son retour, est un effroyable consommateur de vies humaines.» La future ligne est divisée en plusieurs tronçons, dont la réalisation a été confiée à des entrepreneurs privés. Le gouvernement a missionné la Société de construction des Batignolles (SCB) pour réaliser la section côtière, 172 kilomètres de voies ferrées depuis Pointe-Noire. Cette entreprise a déjà à son actif le chemin de fer de Bône à Guelma en Algérie (1876) et celui de Dakar à Saint-Louis au Sénégal (1880). Elle a aussi édifié, entre 1904 et 1910, la ligne Haiphong (Indochine)-Kunming (Chine), en recourant massivement au travail forcé des indigènes (bilan estimé : 12 000 morts) »

## Quelques bilans

### Les territoires coloniaux français
En 1960, au moment des indépendances, la France avait  fait construire essentiellement par les populations indigènes dans tous les territoires occupés au total 18 000 kilomètres de voies ferrées, 215 000 kilomètres de pistes principales utilisables en toutes saisons, plus de 50 000 kilomètres de routes bitumées ainsi que 63 ports équipés et 196 aérodromes,. Ces chantiers ont eu un coût humain terrible tant les conditions de travail étaient dures et étaient dévolues à l'enrichissement des colons et l'instruction d'une minorités d'alliés locaux.[réf. nécessaire]
Une fois les institutions coloniales établies, les infrastructures de transport sont consacrées au transport de matières premières hors d'Afrique. Ainsi, le chemin de fer Abidjan-Niger est construit afin de transporter la main d'œuvre agricole depuis la Haute-Volta vers les plantations coloniales de la Côte d'Ivoire, et d'acheminer le minerai d'uranium prélevé au Niger vers le port d'Abidjan puis de là vers la France[réf. souhaitée] ; de même, le chemin de fer Congo-Océan est dévolu au transport minier ; concernant sa construction durant le premier tiers du XXe siècle, des qualificatifs tels que « conditions de vie inhumaines », « effroyable consommateur de vies humaines » sont utilisés.

### En Algérie
En Algérie l'occupation coloniale aura été pour les populations indigènes, synonyme de spoliation et de destruction loin du verni "civilisationnel" promis : 

#### Spoliations matérielles et patrimoniales
« En moins d'un siècle, plus du tiers de l'espace agricole algérien a été enlevé aux indigènes. »
« De 1830 à 1833 environ, un quart du bâti de la ville d’Alger est détruit ou endommagé, tandis que la présence massive de l’armée, les exils et la venue d’Européens accélèrent la désagrégation d’une société urbaine déjà fragilisée (Ruedy, 1992, 23). Dans le même temps, la ville est le théâtre de conflits de compétences qui débordent le cadre local pour faire écho, en France, aux interrogations sur la définition de la propriété et du droit d’expropriation. La dénonciation des exactions et des destructions en 1834 par la Commission d’Afrique, envoyée sous l’égide du Parlement, conduit à faire de cette première période un contre-exemple futur des politiques urbaines coloniales avant la loi de 1844 sur les expropriations. »
L'économie capitaliste de l'Etat colonial français était largement responsable de cette spoliation :
« La lecture des destructions générées par l’occupation d’Alger a longtemps reposé en partie sur une vision surplombante, qui a cherché à individualiser un état d’esprit général de la colonisation. L’éventrement d’Alger a ainsi pu être vu comme le résultat d’un processus impersonnel, ou du moins collectif : ses auteurs en sont « les militaires » ; « les forces françaises » ; « les nouveaux occupants », et plus globalement « la bourgeoisie conquérante du XIXe siècle » au delà des conflits singuliers (Raymond, 1981, 74-77). La diversité des actions et des acteurs ne représenterait que des nuances d’un même processus global, que l’historien Youcef Djebari qualifiait en 1995 de « capitalisme d’État colonial ». »
« La colonisation en Algérie ne supporte pas non plus le coût foncier des premières installations. Les terres sont purement et simplement confisquées. Ce sont donc les natifs qui financent l’investissement foncier. Nous avons le chiffre exact des terres livrées jusqu’en 1937 par l’État à la colonisation : 1.657.405 ha, soit 60 % du domaine foncier colonial privé. »

#### Déclin démographique et tentative d'éradication de la population indigène
Outre les spoliations de terrains, les destructions du patrimoine millénaire, la démographie algérienne a également été affectée par la colonisation dans une tentative d'anéantissement totale de la population[réf. nécessaire] :
« En 1872, avec 2,1 millions de personnes recensées, la population indigène est inférieure à l'effectif dénombré en 1856 (2,3 millions), en 1861 (2,7 millions) et en 1866 (2,6 millions). En 1872, pourtant, le territoire sous contrôle est plus étendu. Or, la population recensée accuse une perte de plus d'un demi-million d'habitants en six ans, soit une régression annuelle moyenne de – 3,6 %. C'est considérable, mais peut-être en deçà de la réalité. Djilali Sari parle de « désastre démographique » et estime la régression à un million d'habitants. Le résultat de ces recensements n'a pas manqué de suggérer aux autorités françaises et aux colons l'idée que la population algérienne allait s'éteindre au fil des années. Cependant, les résultats des recensements postérieurs, en 1876 et 1881, mettent fin aux espoirs des colonialistes les plus ardents de voir la population algérienne connaître le sort des Indiens d'Amérique. »
Ces assertions sont confirmées par les observations du docteur colonial Jean-Charles Bourdin : 
« Le taux de natalité de la population est en effet de 32,4 ‰ et le taux de mortalité de 48,8 ‰. Les données des zones où l'enregistrement était considéré comme fiable déterminent un taux de natalité relativement bas, 23 ‰, et un taux de mortalité particulièrement élevé (55 ‰ en 1867). En 1872, les deux taux sont élevés : respectivement 49 ‰ et 44 ‰. »

##### Utilisation de famines et d'épidémies pour effacer la population autochtone[réf.nécessaire]
Plusieurs tentatives d'explications par les colons ont voulu éloigner la présence coloniale comme responsable de ces morts, cependant : « Toutes ces explications oublient cependant les trois bouleversements majeurs provoqués par la colonisation : les pertes de guerre ; l'émigration consécutive à la conquête ; la destruction des structures socioéconomiques traditionnelles entraînant famines et épidémies. »
Outre les morts issus des guerres de spoliation et de la colonisation, de nombreux morts en Algérie, le furent du fait, selon Kamel Kateb, de la création de famines artificielles et de l'intégrations de maladies européennes inexistantes en Algérie jusqu'alors :
« Ces épidémies partaient en général des villes portuaires et gagnaient progressivement les régions intérieures en suivant l'implantation militaire française. Les archives de santé militaire du musée du Val-de-Grâce démontrent que les épidémies de choléra ayant sévi au XIX e siècle en Algérie ont été importées d'Europe.
Les épidémies de typhus obéissent à d'autres schémas. Elles résultent des conditions de vie déplorables des populations vivant en milieu carcéral (1843) [...]. Cette explication retient deux causes citées par ailleurs par Michel Hubert dans le cas allemand : les troubles politiques et les crises de subsistance. Mais elle en ignore une troisième : les bouleversements qu'ont connus les campagnes algériennes à la suite du cantonnement et du sénatus-consulte de 1863. Ces mesures ont en effet entraîné une réduction de la surface agricole exploitée par les Algériens. Surtout, les silos traditionnels ont disparu. L'existence de ces silos démontre, contrairement aux affirmations de Perier et Vital, qu'il n'y avait pas d'« imprévoyance légendaire » dans la société indigène. Ces silos de réserve étaient un des moyens de réduire l'impact des sécheresses, invasions de sauterelles, famines et épidémies. S'y ajoutait la solidarité entre riches et pauvres sur une base religieuse, dont l'action régulatrice avait été réduite à néant par la colonisation. Le lieutenant-colonel Étienne Villot la décrit ainsi en 1880 : « Lorsqu'un individu, une fraction de tribu ou une tribu entière devient la victime d'une de ces calamités si fréquentes dans les pays orientaux, les confréries s'empressent de faire des avances de grains, de bétail ou même d'argent. […] C'est la consécration d'une ancienne coutume, la maâouna, bien antérieure à l'islamisme et qu'on retrouve chez tous les peuples à la période pastorale. » »

#### Violences économiques et misère artificielle des indigènes
La lucrativité de la colonisation de l'Algérie pour la France prend plusieurs dimensions, les « opportunités » économiques se matérialisaient sous plusieurs formes.

##### L'impôt colonial
L'impôt colonial prévu par le Code de l'Indigénat que subissaient les indigènes pour des raisons raciales et religieuses impliquait un paiement d'un impôt "sur la race" par les indigènes des différentes colonies, en Algérie, « Les colons européens en étant exonérés, la fiscalité fut ainsi une mécanique de paupérisation dirigée contre une population particulière. Dès lors, elle apparut comme un système d’impôts « ethniques » faisant obstacle à l’adoption de toute culture « civile », aussi bien parmi les colons que parmi les Algériens. Elle empêchait toute solidarité universaliste ou de classes entre Algériens et colons et, à n’en pas douter, démonétisait aussi bien les attitudes « civiles » intégrationnistes que socialistes. »
« L’économie coloniale n’a pu se mettre en place et prospérer qu’en disposant de terres, d’infrastructures et de main-d’œuvre. Si l’opinion s’interroge et controverse sur le rôle du travail des musulmans dans la valorisation de la colonie – ce sont après tout eux qui constituaient la quasi-totalité du prolétariat matériellement productif employé par les exploitants colons et rien n’aurait été sans leur force de travail –, elle occulte totalement les sources fiscales du financement global de la colonie. Il est généralement colporté sans y regarder de près que la métropole dépensait pour ses colonies. Or, la réalité est autre. Certes, si le contribuable français a dû supporter certains coûts, ce sont avant tout les contribuables musulmans qui, en Algérie, ont financé des dépenses publiques qui n’étaient pas faites pour eux mais pour les colons. Durant longtemps, ceux-ci n’ont pour ainsi dire pas contribué du tout au budget de la colonie. »
« Cette fiscalité ethnique contredisait toute apparition d’une culture civile et civique dans les deux « communautés ». Mieux : elle pouvait développer le sentiment d’une appartenance « identitaire » fondée, des deux côtés, sur le seul communautarisme. L’absence de règles fiscales élémentaires (universalité, déclaration, contrôle) provoque aussi bien un communautarisme objectif qu’une dynamique économique séparée ou un mode de gestion social et politique distinct par communauté. Elle entrave à n’en pas douter tout devenir individuel aussi bien chez les colons que chez les Algériens. Le sénateur Rouire, déjà cité, observe en 1908 que si les 2.500.000 ha cultivés par les « Arabes » rapportent 17 millions au Trésor public, les 994.000 ha cultivés par les colons lui rapportent 0 F. Aux impôts sur l’activité agricole et pastorale qui frappent la seule « communauté » algérienne, viennent progressivement se superposer d’autres redevances assises exclusivement sur elle »

### Haïti
Haïti a, pendant longtemps été la colonie la plus lucrative que la France ai possédée, cela malgré la mortalité importante des esclaves qui y travaillaient :
« Entre 1715 et 1789, le commerce colonial est multiplié par dix (Léon 1978, III, p. 74). Saint-Domingue représente les ¾ du commerce extérieur colonial français et devient le premier producteur mondial de sucre. Haïti dont le montant des exportations dépasse 80 000 tonnes de sucre en 1789 contre 7 000 en 1714, exporte plus que les 13 colonies américaines. Compte tenu du poids important du sucre – l’excédent de la balance française des comptes dépend exclusivement des colonies (Meyer 1989, p. 148), à la différence de l’Angleterre, dont la richesse des colonies reste plus diversifiée. Après 1760, le café représente 24% des exportations des îles françaises (les expéditions de café passèrent de 3 748 barriques en 1754 à 53 000 barriques en 1790) et le sucre moins de 50%. Le cacao est également une production destinée à jouer un rôle de plus en plus important, puisque en 1775, un millier d’hectares environ étaient consacrés à cette culture en Martinique, et en Guadeloupe, on dénombrait 100 000 arbres vers 1760 (Harwich 1992, p. 60). L’importation des produits tropicaux alimente les besoins nationaux, mais à la différence de l’Angleterre, le marché intérieur est étroit. Aussi la France dépasse t-elle l’Angleterre dans le commerce de réexportation des produits tropicaux (Brasseul 1997, p. 200) : Marseille réexporte 88% du café vers la méditerranée, et Bordeaux 90% vers l’Europe du Nord ainsi que 73% de son sucre. »

## Perception capitaliste des territoires occupés

### Un intérêt exclusivement capitaliste
La colonisation accentue la spécialisation de l'Afrique dans les industries extractives tournées vers l'exportation, laquelle perdure aujourd'hui. Elle a pratiquement mis un terme au commerce interafricain, car l'activité économique et commerciales de chaque entité administrative était tournée vers la métropole.
L'activité économique des colonies est basée sur les ressources naturelles locales, ce qui signifie que les zones dépourvues de ces ressources sont totalement négligées.
L’économie coloniale néglige, voire décourage, l’industrialisation, la transformation des matières premières et des produits agricoles. Comme l’a souligné David Kenneth Fieldhouse (en), « il est probable qu’aucun gouvernement colonial n’avait de département de l’industrie avant 1945 ». Des produits aussi simples et aussi essentiels que les allumettes, les bougies, les cigarettes, l’huile de cuisine et même le jus d’orange et de limette, qui auraient tous pu être fabriqués facilement en Afrique, sont importés. Conformément aux pratiques de l’économie coloniale capitaliste, toutes les colonies sont des marchés de consommation des produits manufacturés des métropoles et des producteurs de matières premières destinées à l’exportation.
Non seulement l’industrialisation est négligée, mais les industries et les activités artisanales de l’époque précoloniale sont détruites. L'Afrique post-coloniale est donc naturellement assujettie à la problématique des termes de l'échange.
Pour les économistes Acemoglu, Johnson et Robinson, les colonisateurs européens mettent en place les industries extractives les moins propices au développement local dans les pays les moins hospitaliers, c'est-à-dire dans les endroits où les taux de mortalité des colons sont plus élevés.
Un examen plus détaillé fait la distinction entre les colonies dites « colonies de peuplement » et celles dites « colonies d'exploitation »,. Les colonies d'exploitation, où la possession des terres reste africaine (Ghana, Ouganda…), permettent un meilleur partage des bénéfices d'exportation avec les Africains, tandis que les colonies de peuplement (Afrique du Sud, actuel Zimbabwe…) connaissent une récession du niveau de vie des autochtones dans le courant du XXe siècle. À l'inverse, c'est dans les colonies de peuplement, là où les Européens s'approprient les terres le plus largement, que se développe, le plus et le plus tôt, l’industrie, notamment grâce au coût « artificiellement » bas de la main-d'œuvre noire,.

## Postérité et débats

### Négationnisme historique et biais coloniaux
Le débat sur les bénéfices de la colonisation pour les pays colonisateurs et la faisabilité d'établir un bilan concret suscite des discussions. De plus, l'analyse des répercussions de la colonisation demeure, selon Francis Arzalier, ardue en raison du négationnisme historique prévalent au sein des sociétés contemporaines des anciennes puissances colonialescomme le souligne l'historien, directeur de la revue "Aujourd'hui l'Afrique" et professeur d'histoire à l'IUFM Beauvais Francis Arzalier :
« On peut trouver l’expression de ce courant négationniste également dans des romans historiques destinés au grand public, chez certains éditeurs spécialisés comme les Presses de la Cité. Ainsi, la saga des colons boers du Sud-Africain, Wilbur Smith, Le dernier safari, réédité plusieurs fois, apologie de l’apartheid et de ses dirigeants, vient d’être réédité en 2004. »

#### Le cas français
Dans les années 1950, avant la décolonisation, apparaît l’expression « la Corrèze avant le Zambèze », aphorisme célèbre de la pensée dite « cartiériste », qui affirme que les colonies coûtent plus qu'elles ne rapportent,. Plus tard, des auteurs comme Jacques Marseille et Bernard Lugan considèrent que la colonisation de l'Afrique a coûté aux pays colonisateurs beaucoup plus qu'elle n'a rapporté. Marseille chiffre à 70 milliards de francs-or (valeur 1913) le déficit global de la colonisation en Afrique, soit l'équivalent de trois fois le montant de l'aide Marshall pour la France. Cependant ces assertions sont souvent issus de démarches partisanes et révisionistes : « [Bernard] Lugan ne s’embarrasse guère de logique. Tout attaché à démontrer l’innocuité de la traite faite par des Européens, il insiste beaucoup sur l’importance et le rapport de celle pratiquée par des Arabes à l’est du continent, en faisant d’ailleurs de l’Islam la cause de ce trafic, dans un chapitre VIII intitulé « L’Afrique noire, vivier humain des musulmans ». Ce qui lui permet de justifier « la conquête coloniale (sans laquelle) des millions de noirs auraient continué à prendre le chemin des marchés d’esclaves »(p. 155). Comme si les crimes des uns excusaient en quoi que ce soit ceux des autres... », sont idéologie le poussant même à « {nier] le massacre des Algériens à Paris le 17 octobre 1961 ». Ce phénomène s'observe également dans le cas de Jacques Marseille qui dans un de ses préfaces au sujet de l'Algérie « assène une série d’affirmations péremptoires qui, telles quelles, relèvent strictement du parti pris idéologique : « La France a plutôt secouru l’Algérie qu’elle ne l’a exploitée… » « L’immigration algérienne n’a correspondu à aucune nécessité économique »… Contrairement à une idée généralement répandue, la main-d’œuvre était plus chère en Algérie qu’en France »… Tout cela en une page. ».
Jacques Marseille écrit cependant : « Mesurer combien l’empire colonial a coûté et rapporté à la France est donc une « opération » vaine qui s'inscrit surtout dans les combats idéologiques qu'a provoqués la décolonisation (Jacques Marseille, p. 12-13). » et Raymond Aron, quant à lui, pense que la question est indécidable car les dépenses et revenus retirés de la colonisation sont trop imbriqués. Pour lui, les « […] mêmes investissements […] opérés dans le territoire métropolitain ou dans des territoires qui ne sont pas sous la souveraineté française […] pourraient avoir des rendements égaux ou supérieurs. » L'avantage principal que les métropoles retirent des colonies est le soutien à leurs zones monétaires, livre sterling pour les Anglais et franc-or pour les Français.
«  La […] difficulté quand on veut établir un bilan objectif est que dans la mesure où les colonies, les ex-colonies, les territoires de la Communauté sont imbriqués dans le système économique français, il devient presque impossible d'établir une discrimination entre l'avantage et le coût, le rendement et la charge. Dès l'instant où les territoires sont intégrés au système économique français, simultanément ils représentent pour l’État un certain nombre de milliards de dépenses inscrites au budget, pour des entreprises et des personnes privées un certain nombre de milliards, d'un montant assez analogue d'ailleurs, de revenus ou de commandes. »
— Raymond Aron

#### Le bilan global pour les colonisés
La question de savoir si la colonisation a eu des effets globalement positifs ou négatifs sur l'économie africaine est un sujet débattu.
Walter Rodney estime que l'aventure coloniale fut l'une des sources du développement capitaliste européen et de la déchéance économique de l'Afrique ; d'autres considèrent aussi que « tous les progrès économiques réalisés pendant la période coloniale le furent à un prix élevé et injustifiable pour les Africains : travail forcé, travail migratoire (lesquels, déclare Davidson, « firent probablement plus pour démanteler les cultures et les économies précoloniales que presque tous les autres aspects de l’expérience coloniale réunis »), culture obligatoire de certaines plantes, saisie forcée des terres, déplacement de populations (avec comme conséquence la dislocation de la vie familiale), système des « passes », taux de mortalité élevé dans les mines et les plantations, brutalité avec laquelle les mouvements de résistance et de protestation provoqués par ces mesures furent réprimés, etc. […] la période coloniale a été une période d’exploitation économique impitoyable plutôt que de développement pour l’Afrique et […] l’impact du colonialisme sur l’Afrique dans le domaine économique est de loin le plus négatif de tous. »
À l'inverse, certains économistes et historiens ont défendu le bilan économique de la colonisation, mais ce sont les moins nombreux. Pour P.C. Lloyd, « les exportations de matières premières ont apporté une richesse considérable aux peuples d’Afrique occidentale ». Pour Lewis H. Gann et Peter Duignan, « le système impérial est l’un des plus puissants agents de diffusion culturelle de l’histoire de l’Afrique ; le crédit, ici, l’emporte de loin sur le débit ». D. K. Fieldhouse est arrivé la même conclusion en 1981 : « II apparaît donc que le colonialisme ne mérite ni les louanges, ni les blâmes qu’on lui a souvent décernés ; s’il a fait relativement peu pour surmonter les causes de la pauvreté dans les colonies, ce n’est pas lui qui a créé cette pauvreté. L’empire a eu de très importants effets économiques, certains bons, d’autres mauvais… »